# Saint-Cyr-la-Roche
Saint-Cyr-la-Roche este o comună în departamentul Corrèze din centrul Franței. În 2009 avea o populație de 452 de locuitori.

## Evoluția populației
| An        | 1975 | 1982 | 1990 | 1999 | 2006 | 2009 |
| --------- | ---- | ---- | ---- | ---- | ---- | ---- |
| Populație | 296  | 288  | 276  | 326  | 404  | 452  |